# Banū Naḍīr
I Banū Naḍīr (in arabo بنو نضير‎?) erano una delle tre tribù ebraiche (assieme a Banū Qaynuqāʿ e Banū Qurayẓa) insediate nella parte meridionale della città-oasi di Yathrib (poi Medina) nel corso del VII secolo.
Yathrib ospitava da tempo gruppi ebraici, forse frutto della primitiva Diaspora ebraica all'epoca dell'imperatore romano Tito o d'un processo di ebraizzazione delle popolazioni higiazene che, nel VI secolo, porteranno anche alla conversione del sovrano himyarita Dhū Nuwās.
Particolarmente coinvolti nell'agricoltura, i Naḍīr erano anche ottimi fabbri e gioiellieri e particolarmente rinomate erano le armature da essi forgiate.
Erano legati alla tribù araba dei Banu Aws dell'oasi e con loro affrontarono l'altra tribù araba di Yathrib, i Banu Khazraj, nella Battaglia di Buʿāth.
La figlia del loro sayyid, Ḥuyayy b. Akhṭab, fu una delle mogli di Muḥammad quando il profeta dell'Islam si trasferì nell'oasi con l'Egira.
Furono accusati di essere scarsamente leali nei confronti dell'Accordo che regolamentava dal 622 la vita dei vari gruppi umani di Medina (cosiddetto Rescritto di Medina) e, approfittando della sconfitta patita dai musulmani a Uḥud, Muḥammad ne decretò l'espulsione entro un termine di dieci giorni, consentendo loro di portare con sé tutti i beni di loro proprietà nei loro nuovi insediamenti di Khaybar.
Aizzati a resistere dal capo dei B. Khazraj, ʿAbd Allāh ibn Ubayy, essi dovettero piegarsi a Muḥammad a causa della mancanza assoluta di solidarietà ricevuta. Il risultato fu di vedersi inasprire i termini dell'espulsione che consentì a ognuno di essi di portare solo le proprie armi e quanto poteva essere caricato su ognuno dei loro 600 dromedari, in ragione di un animale a persona.